# Loek Beernink
Anne-Loek Beernink (Aalten, 6 de marzo de 1986) es una actriz, cantante y presentadora de televisión neerlandesa, más conocida por interpretar a Nienke Martens en la serie de televisión juvenil Het Huis Anubis.

## Trayectoria
Beernink es conocida por interpretar a Nienke Martens en la serie de televisión Het Huis Anubis. Ella interpretó el tema musical de la misma, el cual fue el número uno en el Dutch Top 40. Además interpretó a este personaje en la películas de la serie, Anubis en het pad der 7 zonden, Anubis en de wraak van Arghus, y Het Huis Anubis en de terugkeer van Sibuna!
Beernink dobló la voz de Dr. Larue en Horton y a la Princesa Pea en Despereaux, el ratón valiente . También interpretó el papel de Tess Löwenhardt en la película Bloesem, producida por I'M Creative Productions, que ganó muchos premios internacionales de cine e incluso se lanzó en DVD. 
Durante 2010 también presentó el programa Supernick, junto con Patrick Martens.

## Filmografía
| Año       | Título                                      | Personaje       |
| --------- | ------------------------------------------- | --------------- |
| 2006-2009 | Het Huis Anubis                             | Nienke Martens  |
| 2008      | Anubis en het Pad 7 Zonden                  | Nienke Martens  |
| 2009      | Anubis en de wraak van Arghus               | Nienke Martens  |
| 2009      | Bloesem                                     | Afanai Goud     |
| 2010      | Het Huis Anubis en de terugkeer van Sibuna! | Nienke Martens  |
| 2011      | Ulrich                                      | Recepcionista   |
| 2012      | Closing time                                | Sophie          |
| 2012      | Rode gordijnen                              |                 |
| 2014      | Her innerview                               | Cecile Margotti |
| 2015      | Helden                                      | Barista         |
| 2016      | Lovers Only                                 | Her             |

## Trivia
- En 2007 y 2010 ganó el premio Kids Choice Awards a la mejor actriz.
- Durante el 2010 y 2011 también presenta De klas uit , Supernick y Shake It .
- Presentó el programa Nick Battle con Iris Hesseling y Patrick Martens.
- El 6 de enero de 2018, participó en la reunión especial del elenco de Het Huis Anubis.